# Sinervä
Sinervä eller Sinerväjärvi är en sjö i Finland. Den ligger i kommunen Multia i landskapet Mellersta Finland, i den centrala delen av landet, 250 km norr om huvudstaden Helsingfors. Sinervä ligger 139,4 meter över havet. Den är 38 meter djup. Arean är 6,71 kvadratkilometer och strandlinjen är 38,87 kilometer lång. Sjön  ingår i Kumo älvs huvudavrinningsområde.   I omgivningarna runt Sinervä växer i huvudsak barrskog. Den sträcker sig 5,6 kilometer i nord-sydlig riktning, och 4,9 kilometer i öst-västlig riktning.
I övrigt finns följande i Sinervä:
- Pitkäsaari (en ö)
- Pyöreäsaari (en ö)
- Nevalahdensaari (en ö)
- Patasaari (en ö)
- Mellikkasaari (en ö)
- Sikosaari (en ö)
- Selkiluoto (en ö)
- Kylmäluoto (en ö)
- Pyykkisaari (en ö)
- Kuivanniemenluoto (en ö)

Följande samhällen ligger vid Sinervä:
- Muldia (1 991 invånare)